# Charlotte Lorgeré
Charlotte Lorgeré (Pabu, 1994. augusztus 25. –) francia labdarúgó. Jelenleg a francia másodosztály bajnokságban érdekelt Nantes csapatának védője.

## Pályafutása

### Klubcsapatokban
Charlotte Lorgeré a 2009-2010-es szezonban kezdte pályafutását a Saint-Brieuc csapatánál. Itt mutatkozott be a francia élvonalban, majd egy szezont a Toulouse-nál töltött.
2011-ben csatlakozott az Saint-Étienne együtteséhez, ahol négy szezon alatt 61 mérkőzést játszott.
2015 júliusában igazolt a Guingamp-hoz.
2019. június 5-én a Metz csapatához szerződött. 2020 májusában csatlakozott a Nantes csapatához.

### A válogatottban
2010-ben szerepelt először a nemzeti U16-os csapatban. Azóta az összes korosztályos válogatottban pályára lépett.
2009–2011 között az U17-esek alapembereként 16 mérkőzést abszolvált, és részt vett a 2011-es U17-es női labdarúgó-Európa-bajnokságon, ahol ezüstérmet szerzett.
Az U19-es keretben 15 alkalommal, míg egyszer az U20-as mezben lépett pályára.
2016-tól Franciaország U23-as csapatában játszik.
A felnőtt válogatottban 2017. október 23-án debütált Ghána ellen.
Franciaország U23-as csapatával a törökországi Alanyában rendezett nemzetközi kupán keresztszalag szakadást szenvedett 2019 márciusában, így hosszabb pihenőre kényszerült.

## Sikerei

### Klubcsapatokban
Francia kupa ezüstérmes:
- AS Saint-Étienne: 2011

### A válogatottban
Franciaország
- U17-es Európa-bajnokság ezüstérmes: 2011
- Isztria-kupa bronzérmes (1): 2017[8]
- Török-kupa aranyérmes (2): 2018,[9] 2019[10]